# La Noria, Guanajuato
La Noria är en ort i Mexiko.   Den ligger i kommunen Doctor Mora och delstaten Guanajuato, i den centrala delen av landet, 230 km nordväst om huvudstaden Mexico City. La Noria ligger 2 060 meter över havet och antalet invånare är 843.
Terrängen runt La Noria är platt åt sydost, men åt nordväst är den kuperad. Runt La Noria är det ganska tätbefolkat, med 120 invånare per kvadratkilometer. Närmaste större samhälle är San José Iturbide, 13,1 km söder om La Noria. Trakten runt La Noria består till största delen av jordbruksmark.